# Vox populi vox Dei
Vox pópuli vox Déi (лат. «голос народа — голос Бога») — латинская поговорка, аналог русской пословицы: «глас народа — глас Божий».
Термин Vox populi зачастую употребляется на  телевидении для обозначения опросов общественного мнения по различным актуальным вопросам.

## Исторические цитаты
Широкую известность получило изречение Vox populi vox Dei («Глас народа — глас Божий»). Авторство крылатого выражения зачастую неверно приписывается английскому историку XII века Вильяму Мальмсберийскому.
Другое общеизвестное употребление выражения находим в послании известного учёного VIII века Алкуина к будущему императору Карлу Великому. Письмо датируется 798 годом и содержит следующую цитату по-латыни:
Nec audiendi qui solent dicere, Vox populi, vox Dei, quum tumultuositas vulgi semper insaniae proxima sit.
В переводе на русский это звучит следующим образом:
Мы не должны слушать тех, кто говорит: «Глас народа — глас Божий», ибо непостоянство толпы всегда граничит с безумием.
Обсуждение аналогичной темы содержится в древнекитайском трактате «Мэнцзы» (ок. III в. до н. э.), который в свою очередь цитирует главу из «Шан шу»: «Небо смотрит [глазами] моего народа, небо слушает [слухом] моего народа» 天視自我民視，天聽自我民聽. Мэн-цзы, однако, уточняет, что небо не разговаривает, а только указывает свою волю действиями 天不言，以行與事示之而已矣.
Пророк Исаия 66:6 (VIII в. до н. э.) обозначает ту же тему: «Вот, шум из города, голос из храма, голос Господа, воздающего возмездие врагам Своим» (קוֹל שָׁאוֹן מֵעִיר, קוֹל מֵהֵיכָל; קוֹל יְהוָה, מְשַׁלֵּם גְּמוּל לְאֹיְבָיו).

## Vox pop — человек с улицы
Обычной практикой на телевидении являются опросы случайных людей прямо на улице. Этот подход интересен своей спонтанностью и широким спектром представленных мнений. Подобные интервью в журналистской среде (по крайней мере, англоязычной) принято называть vox pop (сокр. от Vox Populi). В американской журналистике существует термин man on the street interview (интервью с человеком с улицы).
В связи с тем, что результаты подобных опросов являются непредсказуемыми, они подвергаются тщательному редактированию и редко транслируются в прямом эфире. Во многом столь строгий подход обусловлен журналистской этикой, предусматривающей равное представление всех имеющихся точек зрения, с целью избежать упрёков в необъективном освещении вопроса.

## Известные примеры использования выражения Vox Populi
- В 1325 епископ Герифордский на заседании парламента этими словами низложил короля Англии Эдуарда II и вручил права на корону его сыну Эдуарду III.
- В изданном посмертно сатирическом словаре Гюстава Флобера «Лексикон прописных истин» это выражение является эпиграфом.

- 7 марта 1907 года в научном журнале Nature была опубликована статья под заголовком «Vox Populi», автором которой выступил сэр Фрэнсис Гальтон. В ней знаменитый учёный на основе математического анализа доказывал «мудрость масс»[6].
- Использовалась на президентских выборах 1920 года в США, на которых основными кандидатами были Уоррен Гардинг и Джеймс Кокс: «Кокс или Гардинг, Гардинг или Кокс? / Это решите вы, народ, у вас есть голос» (англ. Cox or Harding, Harding or Cox? You tell us, populi, you got the vox)[7].

- В фильме 1976 года «Телесеть» (англ. Network), пародирующем американское телевидение, один из разделов «Шоу Говарда Била» назывался Vox Populi. Несмотря на то, что этот факт лишь вскользь упоминается в фильме, зритель очевидно понимал, что речь идёт о распространённой практике опросов общественного мнения.

- Звучит в разговоре между персонажами в одной из серий популярного телесериала «Западное крыло».

- Используется во вступительной речи главного героя кинофильма 2006 года «V — значит вендетта».

- Упоминается Элсвортом Тухи, одним из персонажей философского романа американской писательницы Айн Рэнд «Источник».

- Альбом This is War альтернативной рок-группы 30 Seconds To Mars содержит песню под названием «Vox Populi». Также песня с названием «Vox Populi» присутствует на альбоме Nation бразильской трэш-метал группы Sepultura.

- «Vox Populi» — название одного из рассказов Михаила Веллера в сборнике «Б. Вавилонская».

- На телеканале «НТВ» в конце 1990-х — начале 2000-х существовала телепрограмма «Глас народа», обладавшая высоким рейтингом (ведущие — Евгений Киселёв и Светлана Сорокина). В её заставке звучала латинская пословица.

- В видеоигре 2013 года BioShock Infinite Vox Populi — антиправительственная группировка, усиливающая свои позиции на протяжении всего путешествия главного героя по утопическому воздушному городу Columbia. Также с ней связаны и многие ключевые развязки сюжета.